# Istanbul Cavaliers 2008
Questa voce raccoglie le informazioni riguardanti gli Istanbul Cavaliers nelle competizioni ufficiali e amichevoli della stagione 2008.

## Amichevoli
| Istanbul maggio 2008 1ª giornata | Istanbul Cavaliers | 22 – 16 | Team Sofia |  |

| Sofia ottobre 2008 2ª giornata | Team Sofia | 0 – 28 | Istanbul Cavaliers |  |

## Statistiche di squadra
| Competizione | %Vittorie | In casa | In casa | In casa | In casa | In casa | In casa | In trasferta | In trasferta | In trasferta | In trasferta | In trasferta | In trasferta | Totale | Totale | Totale | Totale | Totale | Totale |
| Competizione | %Vittorie | G       | V       | N       | P       | Pf      | Ps      | G            | V            | N            | P            | Pf           | Ps           | G      | V      | N      | P      | Pf     | Ps     |
| ------------ | --------- | ------- | ------- | ------- | ------- | ------- | ------- | ------------ | ------------ | ------------ | ------------ | ------------ | ------------ | ------ | ------ | ------ | ------ | ------ | ------ |
| Amichevoli   | 1.000     | 1       | 1       | 0       | 0       | 22      | 16      | 1            | 1            | 0            | 0            | 28           | 0            | 2      | 2      | 0      | 0      | 50     | 16     |
| Totale       | 1.000     | 1       | 1       | 0       | 0       | 22      | 16      | 1            | 1            | 0            | 0            | 28           | 0            | 2      | 2      | 0      | 0      | 50     | 16     |